# Норт Потомак (Мериленд)
Норт Потомак (енгл. North Potomac) насељено је место без административног статуса у америчкој савезној држави Мериленд.

## Демографија
По попису из 2010. године број становника је 24.410, што је 1.366 (5,9%) становника више него 2000. године.
| Група             | 2000.          | 2010.          |
| Белци             | 14.276 (62,0%) | 13.003 (53,3%) |
| Афроамериканци    | 970 (4,2%)     | 1.334 (5,5%)   |
| Азијати           | 6.357 (27,6%)  | 8.281 (33,9%)  |
| Хиспаноамериканци | 908 (3,9%)     | 1.165 (4,8%)   |
| Укупно            | 23.044         | 24.410         |